# 石溪菰属
石溪菰属（学名：Potamophila）是禾本科的一属。

## 下属物种
本属包括以下物种：
- Potamophila parviflora R.Br.